# BDH1
BDH1 (англ. 3-hydroxybutyrate dehydrogenase 1) – білок, який кодується однойменним геном, розташованим у людей на короткому плечі 3-ї хромосоми.  Довжина поліпептидного ланцюга білка становить 343 амінокислот, а молекулярна маса — 38 157.
| 10         |  | 20         |  | 30         |  | 40         |  | 50         |
| ---------- |  | ---------- |  | ---------- |  | ---------- |  | ---------- |
| MLATRLSRPL |  | SRLPGKTLSA |  | CDRENGARRP |  | LLLGSTSFIP |  | IGRRTYASAA |
| EPVGSKAVLV |  | TGCDSGFGFS |  | LAKHLHSKGF |  | LVFAGCLMKD |  | KGHDGVKELD |
| SLNSDRLRTV |  | QLNVCSSEEV |  | EKVVEIVRSS |  | LKDPEKGMWG |  | LVNNAGISTF |
| GEVEFTSLET |  | YKQVAEVNLW |  | GTVRMTKSFL |  | PLIRRAKGRV |  | VNISSMLGRM |
| ANPARSPYCI |  | TKFGVEAFSD |  | CLRYEMYPLG |  | VKVSVVEPGN |  | FIAATSLYSP |
| ESIQAIAKKM |  | WEELPEVVRK |  | DYGKKYFDEK |  | IAKMETYCSS |  | GSTDTSPVID |
| AVTHALTATT |  | PYTRYHPMDY |  | YWWLRMQIMT |  | HLPGAISDMI |  | YIR        |

A: Аланін

C: Цистеїн

D: Аспарагінова кислота

E: Глутамінова кислота

F: Фенілаланін

G: Гліцин

H: Гістидин

I: Ізолейцин

K: Лізин

L: Лейцин

M: Метіонін

N: Аспарагін

P: Пролін

Q: Глутамін

R: Аргінін

S: Серин

T: Треонін

V: Валін

W: Триптофан

Кодований геном білок за функціями належить до оксидоредуктаз, фосфопротеїнів. 
Задіяний у такому біологічному процесі як ацетиляція. 
Білок має сайт для зв'язування з НАД. 
Локалізований у мембрані, мітохондрії, внутрішній мембрані мітохондрії.